# Ninozka Crespo
Ninozka Crespo Molina (Cochabamba, Bolivia; 15 de agosto de 1983) es una periodista y presentadora de televisión boliviana.

## Biografía
Ninozka Crespo nació en la ciudad de Cochabamba el 15 de agosto de 1983. Comenzó sus estudios en escolares en 1988, saliendo bachiller del Colegio Irlanda de su ciudad natal el año 2001. Ingresó a estudiar la carrera de comunicación social en la Universidad Católica Boliviana (UCB) titulándose como  periodista de profesión el año 2007.
Ingresó a trabajar por primera vez a la televisión el año 2006 en la Red UNO cuando era solo una estudiante universitaria, pero cabe mencionar que en dicho canal estuvo detrás de la cámaras solamente como asistente de producción.
El 16 de diciembre de 2006, Ninozka contrajo matrimio con Sergio Aguilar Ayala con el cual tendría a sus dos únicos hijos. El año 2011 nació su primer hijo José Adrián Aguilar Crespo y el año 2016 nació su hija Martina Aguilar Crespo.
Ya posteriormente, en el año 2007, Ninozka aparecería por un breve tiempo en las pantallas como conductora de un programa femenino denominado "La Casa" emitido en ese entonces por la Red Bolivisión. En el año 2008, la Red ATB la invita por primera vez pero solamente para conducir un programa ferial.

### Red PAT (2008-2009)
Pero sería en septiembre de 2008, cuando la Red PAT también la invita a su casa televisiva pero para incursionar ya en el ámbito periodístico como reportera del canal y cobertura periodística en las calles. Estaría en dicho canal por un breve lapso de tiempo de 8 meses hasta el año 2009.

### Red ATB (2009-2021)
En mayo de 2009, la Red ATB Cochabamba, la invita por segunda vez a formar parte de su casa televisiva, pero esta vez como presentadora de noticias.

#### Debate presidencial
El 3 de octubre de 2020, Ninozka Crespo condujo como moderadora el primer "Debate Presidencial 2020", el cual fue organizado por la Federación de Asociaciones Municipales de Bolivia (FAM-Bolivia) y la Confederación Universitaria Boliviana (CUB), donde los 7 candidatos a la Presidencia de Bolivia demostraron sus propuestas ante la población boliviana. Cabe mencionar que dicho debate fue histórico en el país, ya que se realizó en Bolivia después de 18 años (desde 2002), en donde se encontraron frente a frente y por primera vez los 7 candidatos a la presidencia para las Elecciones Nacionales de 2020 (Luis Arce Catacora, Carlos Mesa Gisbert, Luis Fernando Camacho, Chi Hyun Chung, Jorge Tuto Quiroga, María de la Cruz Bayá y Feliciano Mamani)
Después de haber permanecido trabajando durante casi 13 largos años, Ninozka Crespo se retira de la Red ATB el 20 de noviembre de 2021.